# 北延岡站
北延岡站（日语：／ Kita-Nobeoka eki */?）是位於宮崎縣延岡市，隸屬於九州旅客鐵道（JR九州）的日豐本線車站。本站現時為無人站。
此站建於國道10號旁，但民居多集中在車站入口對面或距離200至300公尺的地方，需要繞道才能到達，因此使用率甚低。此站自2018年3月17日時間表修正後，現時只提供上行2班，下行1班的普通列車。

## 車站構造
本站現時採用無人車站模式，站內沒有設置站房。沿國道10號旁的入口即可到達1號月台，透過行人天橋則可前往對面2號月台。

### 舊站房
於1號月台前面曾建有一座單層簡易式水泥站房，右側為開放式通道，左側為簡易式站務室及候車室，後來拆去。

### 月台
設有側式月台2座，採用通勤車站模式的鋼架及水泥板所建成，各月台均設有1個以鋼架、夾板及鐵皮所搭成的有蓋候車亭及獨立式座位候車座椅。1號月台的天橋旁邊則設有一座以水泥建成的單層信號控制室。
| 月台 | 路線      | 上下行 | 方向     | 備註                       |
| ---- | --------- | ------ | -------- | -------------------------- |
| 1    | ■日豐本線 | 上行   | 延岡方向 | 只開07:21一班              |
| 2    | ■日豐本線 | 下行   | 佐伯方向 | 每天兩班，06:15及20:12開出 |

## 歷史
- 1953年2月11日：日本國有鐵道車站啟用[1]。
- 1987年4月1日：伴隨國鐵分割民營化，車站由九州旅客鐵道（JR九州）營運。
- 1996年6月1日：隨著宮崎綜合鐵道事業部（日语：宮崎総合鉄道事業部）成立，車站從大分分社（日语：九州旅客鉄道大分支社）改為鹿兒島分社（日语：九州旅客鉄道鹿児島支社）管理。
- 2017年：

- 9月19日：因颱風泰利的影響，使路線在9月17日起暫停營運，臼杵站至延岡站之間不通，佐伯站至延岡站之間開設代行巴士。
- 9月20日：市棚站至延岡站之間重開。代行巴士停止服務。

- 2022年4月1日：隨宮崎綜合鐵道事業部改組，並且昇格為宮崎支社（日语：九州旅客鉄道宮崎支社），車站管理權由宮崎支社承繼[6]。

## 使用狀況
以下為近年1日平均乘車人次，2016年年度未再有本站的乘車資料。
| 年度   | 1日平均 乘車人次 |
| ------ | ---------------- |
| 1996年 | 28               |
| 1997年 | 28               |
| 1998年 | 17               |
| 1999年 | 12               |
| 2000年 | 6                |
| 2001年 | 4                |
| 2002年 | 4                |
| 2003年 | 6                |
| 2004年 | 2                |
| 2005年 | 4                |
| 2006年 | 2                |
| 2007年 | 3                |
| 2008年 | 4                |
| 2009年 | 7                |
| 2010年 | 5                |
| 2011年 | 3                |
| 2012年 | 2                |
| 2013年 | 4                |
| 2014年 | 3                |
| 2015年 | 4                |

## 車站周邊
- 延岡市立川島小學
- 延岡商業高等學校（日语：宮崎県立延岡商業高等学校）
- 延岡學園高等學校·尚学館中學（日语：延岡学園高等学校・尚学館中学校）
- 差木野巴士站 - 宮崎交通（日语：宮崎交通）（延岡（日语：延岡駅前バスセンター）-長井-熊田-黑內）
- 北川（日语：北川 (五ヶ瀬川水系)）
- 國道10號[1] - 別名"日向街道"
- 國道388號（日语：国道388号） - 別名"日豐里亞斯線"
- 國道326號（日语：国道326号） - 與國道10號重疊

## 相鄰車站
九州旅客鐵道
■日豐本線
日向長井－北延岡－延岡

## 外部連結
- JR九州北延岡站 （页面存档备份，存于）